# Phố mới Praha

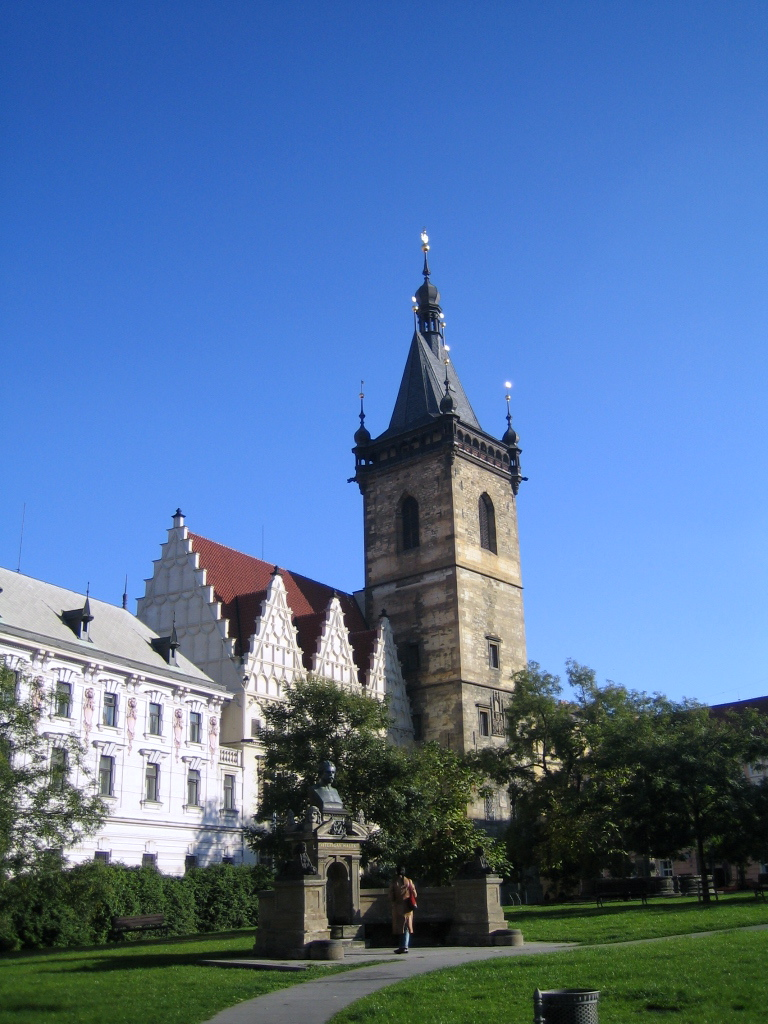
Tòa thị sảnh Phố mới tại quảng trường của Karel

Phố mới Praha (Pražské Nové Město) là khu phố mới nhất và lớn nhất trong thời trung cổ và thời hiện đại của bốn thị trấn độc lập (đến năm 1784), bây giờ tạo thành trung tâm lịch sử của Praha. Nó được xây dựng từ 1348 dưới thời Hoàng đế Karl IV. Ngay cả bây giờ Phố mới chủ yếu vẫn còn có cấu trúc của khu nhà được xây trong thế kỷ 14, ngay cả khi chỉ có một số công trình kiến trúc tôn giáo, hành chính, kinh tế, đặc biệt là các nhà thờ Gothic và Baroque lộng lẫy vẫn còn tồn tại. Trung tâm hành chính và kinh tế của nó đã là quảng trường của Karel (Karlovo náměstí), bây giờ là địa điểm thu hút khách du lịch với các di tích lịch sử.